# Rossell (Castellón)
Rossell (spanisch Rosell) ist eine Gemeinde (municipio) in Ostspanien, nahe der Costa del Azahar, an der nördlichen Grenze der Provinz Castelló. Rossell hat 892 Einwohner (Stand: 2024). Zur Gemeinde gehört neben dem Hauptort Rossell die Ortschaft Bel.

## Lage
Rossell liegt etwa 90 Kilometer nordnordöstlich von Castelló de la Plana und etwa 150 Kilometer nordnordöstlich von Valencia in einer Höhe von ca. 175 m.

## Bevölkerungsentwicklung
| Jahr      | 1900 | 1950 | 1970 | 1981 | 1991 | 2001 | 2011 | 2021 |
| Einwohner | 2094 | 1766 | 1494 | 1353 | 1250 | 1230 | 1164 | 904  |

## Sehenswürdigkeiten
- Ortsbefestigung
- Jakobuskirche (Iglesia de San Jaime Apóstol) in Bel
- Johanneskirche Mariä Himmelfahrt (Iglesia de Sants Joans) in Rossell

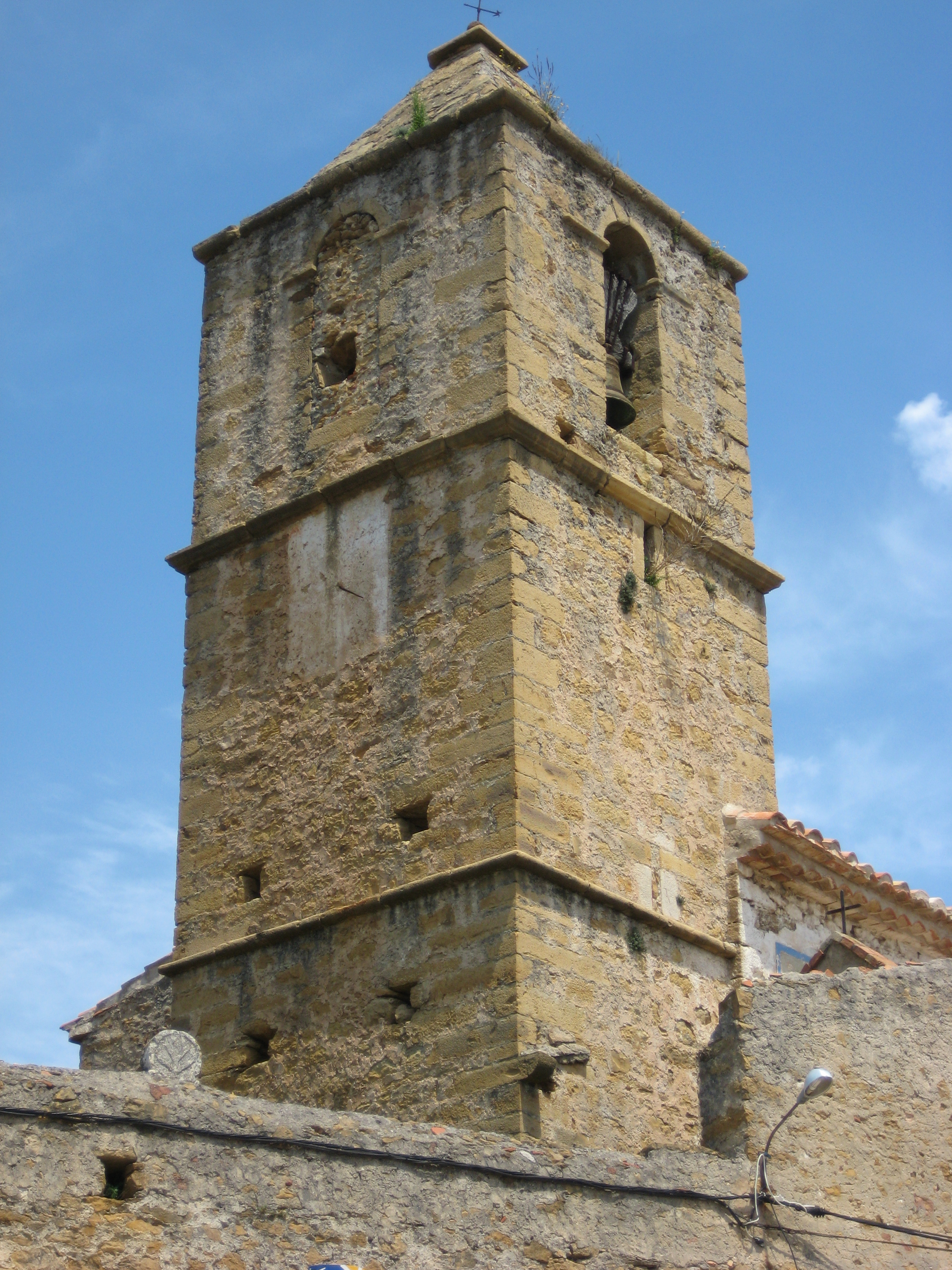
Jakobuskirche
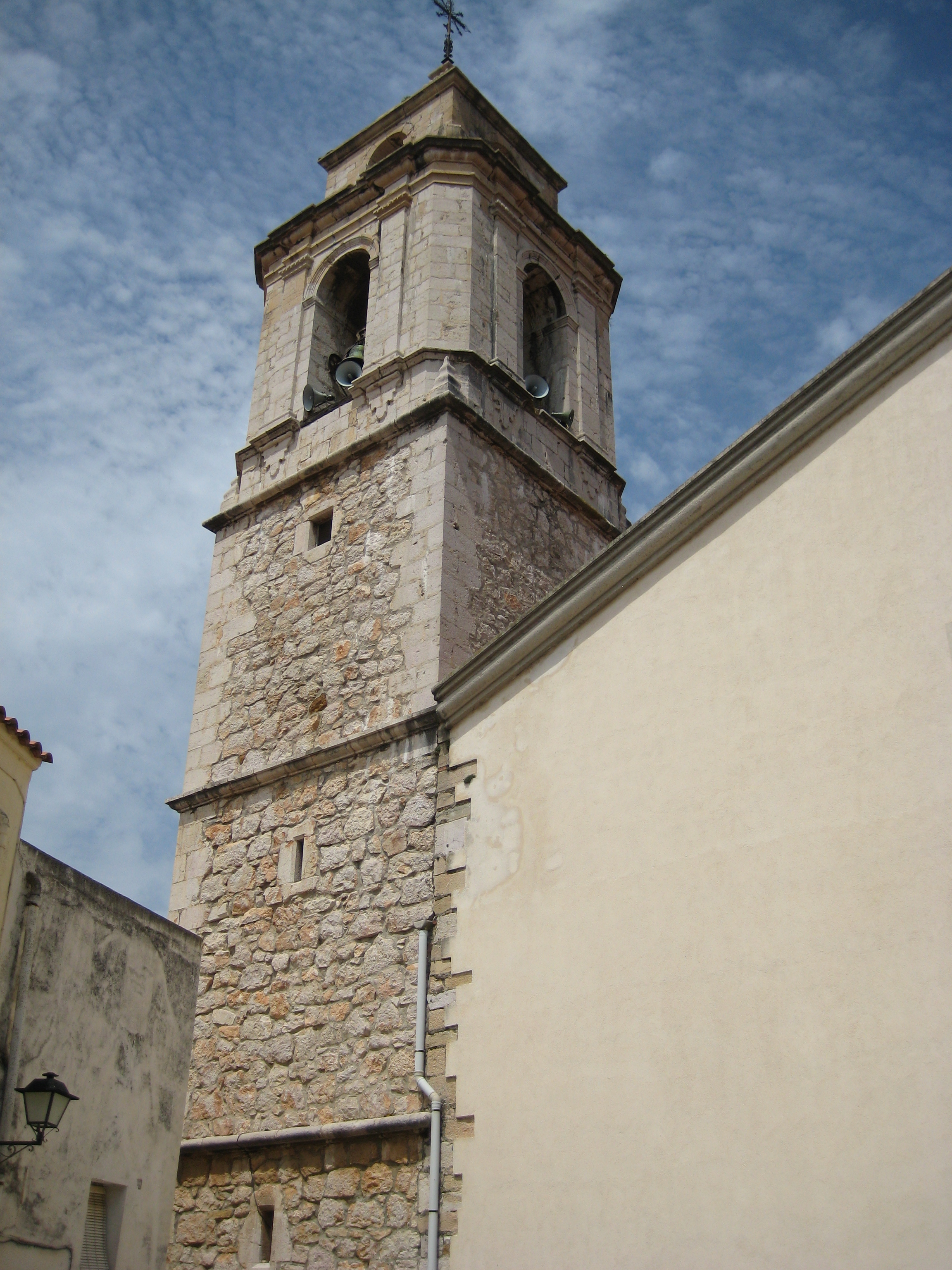
Johanneskirche